# Дзили
Дзили (ძ, груз. ძილი) — двадцать восьмая буква современного грузинского алфавита и тридцать первая буква классического грузинского алфавита.

## Использование
В грузинском языке обозначает звук [d͡z]. Числовое значение в изопсефии — 3000 (три тысячи).
Также используется в грузинском варианте лазского алфавита, используемом в Грузии. В латинице, используемой в Турции, ей соответствует ž или zʼ.
Ранее использовалась в абхазском (1937—1954) и осетинском (1938—1954) алфавитах на основе грузинского письма, после их перевода на кириллицу в абхазском была заменена на ӡ, а в осетинском — на дз.
В системах романизации грузинского письма передаётся как j (ISO 9984), dz (BGN/PCGN
1981, национальная система, BGN/PCGN 2009), ż (ALA-LC). В грузинском шрифте Брайля букве соответствует символ ⠽ (U+283D).

### Лексика
- Дзэ — сын

## Написание
| Асомтаврули | Нусхури | Мхедрули |
| ----------- | ------- | -------- |
|             |         |          |

## Кодировка
Дзили асомтаврули и дзили мхедрули включены в стандарт Юникод начиная с самой первой его версии (1.0.0) в блоке «Грузинское письмо» (англ. Georgian) под шестнадцатеричными кодами U+10BB и U+10EB соответственно.
Дзили нусхури была добавлена в Юникод в версии 4.1 в блок «Дополнение к грузинскому письму» (англ. Georgian Supplement) под шестнадцатеричным кодом U+2D1B; до этого она была унифицирована с дзили мхедрули.
Дзили мтаврули была включена в Юникод в версии 11.0 в блок «Расширенное грузинское письмо» (англ. Georgian Extended) под шестнадцатеричным кодом U+1CAB.